# 大阪市立十三中学校
大阪市立十三中学校（おおさかしりつじゅうそうちゅうがっこう）は、大阪府大阪市淀川区にある公立中学校。

## 概要
校区内には阪急電鉄の十三駅をはじめ、東海道・山陽新幹線、東海道本線（JR京都線）、おおさか東線、Osaka Metro御堂筋線の新大阪駅、阪急京都本線の南方駅、Osaka Metro御堂筋線の西中島南方駅、国道176号、新御堂筋などがあり、交通の要所であり、
また、区内随一の十三の繁華街、新大阪・西中島地域を中心とするオフィス街も校区内にある。

## 沿革
1947年の学制改革の際、当時の東淀川区で最初の中学校のうちの1校・大阪市立東淀川第一中学校として創立した。
当初は大阪市立十三小学校・大阪市立第七商業学校（現在の大阪市立淀商業高等学校）・大阪市立木川小学校・大阪市立南方小学校（現在の大阪市立西中島小学校）の4ヶ所に仮校舎を設置していた。開校当初の校区は、十三・木川・新庄・三津屋の4小学校の校区だった。
翌1948年には校区変更を実施した。三津屋小学校校区を東淀川第四中学校（現在の大阪市立美津島中学校）校区へ、新庄小学校校区を東淀川第七中学校（現在の大阪市立瑞光中学校）校区へそれぞれ変更した。また南方小学校区のうち東海道本線以西の区域を東淀川第四中学校校区から編入し、これに伴い南方小学校内に分校を増設した。
大阪市の新制中学校は暫定的に「行政区＋番号」の名称で出発したが、地名などを取り入れた名称へと一斉に変更することになったことに伴い、学校所在地周辺の地名の十三（じゅうそう）をとって1949年5月に大阪市立十三中学校へと改称した。同年6月に現在地に校舎が完成して移転した。
その後生徒数が激増したため、1961年に東淀川区西中島町8丁目155番地（現在の淀川区西中島7-14-25）に分校を設置し、1964年まで分校での教育活動をおこなった。かつての分校敷地には、大阪市立西中島小学校が移転している。

### 年表
- 1947年4月1日 - 大阪市立東淀川第一中学校として発足。
- 1947年4月21日 - 開校式を実施。この日を創立記念日とする。
- 1947年9月1日 - 大阪市立第七商業学校内の仮校舎を、大阪市立木川小学校内に移転。
- 1948年4月1日 - 校区変更。
- 1949年5月1日 - 大阪市立十三中学校と改称。
- 1949年6月4日 - 現在地に校舎竣工し、統合移転。
- 1950年4月1日 - 校区変更。大阪市立野中小学校校区を編入。
- 1961年10月23日 - 生徒数の激増に伴い、東淀川区西中島町8丁目（現在の淀川区西中島7丁目）に分校を設置。
- 1961年11月1日 - 分校での教育活動を開始。
- 1964年3月31日 - 分校での教育活動を停止。
- 1965年3月31日 - 分校を廃止。分校跡地には大阪市立西中島小学校が移転。
- 1969年4月1日 - 養護学級を設置。
- 2004年4月13日 - 朝の読書活動を開始。

## 通学区域
- 大阪市立西中島小学校、大阪市立木川小学校、大阪市立木川南小学校、大阪市立十三小学校、大阪市立野中小学校などの通学区域。

大阪市淀川区 西中島1～7丁目、木川東1～4丁目、木川西1～4丁目、十三東1～5丁目、野中北1～2丁目、野中南1～2丁目。

## 出身者
- 入江要介 - 尺八演奏家
- 剣太郎セガール - 俳優
- 中村紀洋 - プロ野球選手[2]
- 百田尚樹 - 小説家

## 交通
- 阪急電鉄 十三駅 東口から徒歩約6分
- 大阪シティバス93号系統『十三駅東口』から徒歩約6分
- 大阪シティバス41号系統『十三小学校前』から徒歩約5分
- 国際興業バス　淀川区乗合タクシー『十三中学校』から、徒歩約1分
- Osaka Metro御堂筋線「西中島南方駅」から、徒歩約18分